# Arrondissement de Sadong

Carte de Pyongyang avec Sadong-guyok en surbrillance.

Sadong-guyŏk ou Arrondissement de Sadong (Hangeul: 사동구역; Hanja: 寺洞區域), est l'un des 19 arrondissements de l'agglomération de Pyongyang. 

## Géographie
Fondé en septembre 1959, l'arrondissement de Sadong est situé au centre-est de l'agglomération de Pyongyang et est entouré des arrondissements de Sŭngho (Hangeul: 승호구역; Hanja:勝湖區域) au nord-est avec lequel il est délimité par la rivière Nam, de Taesŏng (Hangeul: 대성구역; Hanja:大城區域) au nord  avec lequel il est délimité par le fleuve Taedong, du Fleuve Taedong (Hangeul: 대동강구역; Hanja:大同江區域) au nord-ouest, de Tongdaewŏn (Hangeul: 동대원구역; Hanja:東大院區域) et de Sŏn'gyo (Hangeul: 선교구역; Hanja:船橋區域) à l'ouest, de Rakrang (Hangeul: 락랑구역; Hanja:樂浪區域) au sud-ouest, de Ryŏkp'o (Hangeul: 력포구역; Hanja:力浦區域) au sud,  et du comté de Sangwŏn (Hangeul:상원군; Hanja: 祥原郡) au sud-est (avec lequel il est délimité par un affluent du Nam, le Sangwŏn (Hangeul:상원강; Hanja: 祥原江)).

## Divisions administratives
L'arrondissement de Sadong est composé de 13 quartiers qui sont :
- Mirim (Hangeul:미림동 Hanja: 美林洞)
- Namsan (Hangeul:남산동 Hanja: 南山洞)
- Changch'on (Hangeul:장천동Hanja: 將泉洞), 조선장천무역회사
- Songsin-1 (Hangeul:송신 1동 Hanja: 松新 1洞), 조선6.17무역회사
- Songsin-2 (Hangeul:송신 2동 Hanja: 松新 2洞)
- Songsin-3 (Hangeul:송신 3동 Hanja: 松新 3洞), où se situe notamment, la brasserie Taedonggang
- Songhwa-1 (Hangeul:송화 1동 Hanja: 松華 1洞)
- Songhwa-2 (Hangeul:송화 2동 Hanja: 松華 2洞)
- Turu-1 (Hangeul:두루 1동 Hanja: 豆樓 1洞)
- Turu-2 (Hangeul:두루 2동 Hanja: 豆樓 2洞)
- Hyuam (Hangeul:휴암동 Hanja: 休岩洞)
- Samgol (Hangeul:삼골동)
- Sokchong (Hangeul:석정동 Hanja: 石井洞)

et de six hameaux qui sont :
- Tongchang (Hangeul:동창리 Hanja: 東倉里)
- Oryu (Hangeul:오류리 Hanja: 五柳里)
- Rihyun (Hangeul:리현리 Hanja: 梨峴里)
- Taewon (Hangeul:대원리 Hanja: 大園里)
- Tokdong (Hangeul:덕동리 Hanja: 德洞里)
- Keumtan (Hangeul:금탄리 Hanja: 金灘里)